# 政和杏
政和杏（学名：Prunus zhengheensis）也称红梅杏，一种分布于中国福建、浙江等地区的落叶乔木，隶属于蔷薇科李属，模式产地为福建政和县外屯乡稠岭山，属于中国国家二级重点保护野生植物。

## 形态特征
政和杏高可达35～40米，树皮深褐色，小块状裂，较光滑。多年生枝灰褐色。皮孔密而横生；一年生枝红褐色，光滑无毛，有皮孔；嫩枝无毛，阳面红褐色，背面绿色。叶片长椭圆形至倒卵状长圆形，长7.5～15厘米，宽3.5～4.5厘米，先端渐尖至长尾尖，基部截形或圆形，叶边缘具不规则的细小单锯齿，齿尖有腺体，上面绿色，脉上有稀疏柔毛，下面浅灰白色，密被灰白色长柔毛，几乎看不到叶片，叶背主脉有红、白两种类型；叶柄红色，长1.3～1.5厘米，常无毛，中上部具2～4（6）个腺体。花单生，直径3厘米，先于叶开放；花梗长0.3～1cm，黄绿色，无毛；萼筒钟形，下部绿色，上部淡红色，芽鳞片包被部分绿色，裸露部分紫红色；萼片舌状，紫红色，花后反折，边缘具淡黄色锯齿状腺体；花瓣椭圆形，长1.5厘米，宽0.8～0.9厘米，蕾期粉红色，开后白色，具短爪，先端圆钝；雄蕊25～40枚，长于花瓣；雌蕊1枚，略短于雄蕊。核果卵圆形，果皮黄色，阳面有红晕，微被柔毛；果肉多汁，味甜，黏核；核长椭圆形，长2～2.5厘米，宽1.8厘米，黄褐色，两侧扁平，顶端圆钝，基部对称，表面粗糙，有网状纹；仁扁椭圆形，饱满，味苦。政和杏在模式产地每年2月下旬芽萌动，3月下旬开花，果实7月上中旬成熟，11月下旬落叶。